# Lyyli Erjakka
Lyyli Emilia Erjakka, född Lundvall 22 december 1881 i Sankt Petersburg, död 17 juni 1957, var en finländsk skådespelare.
Erjakka var aktiv mellan 1901 och 1952 och verkade under lång tid vid Tammerfors arbetarteater. 1951 mottog hon Pro Finlandia-medaljen. Hon var gift med Julius Wilhelm Erkkola-Eriksson.